# Immelborn
Immelborn este o comună din landul Turingia, Germania.